# 2455 Somville
2455 Somville è un asteroide della fascia principale. Scoperto nel 1950, presenta un'orbita caratterizzata da un semiasse maggiore pari a 2,7278639 UA e da un'eccentricità di 0,0869792, inclinata di 7,53929° rispetto all'eclittica.